# Acadèmia de Llengua Navajo
L'Acadèmia de Llengua Navajo (anglès Navajo Language Academy; navaho Diné Bizaad Naalkaah) és una organització sense ànim de lucre educativa i de promoció que se centra en la llengua navahjo.

## Resum
LA NLA organitza esforços de lingüistes i instructor de llengües per formar els professors de navajo. S'ofereixen tallers d'estiu en idioma navajo, lingüística aplicada i lingüística general cada estiu des de l'any 1997. També s'ofereixen cursos de nivell de pregrau per a obtenir crèdits universitaris.
La NLA difereix de les organitzacions connexes com la Navajo Nation Division of Diné Education, Diné College, i la Navajo Language Teachers Association en centrar-se en la investigació científica en l'idioma navajo i en l'ensenyament del poble navajo, especialment els professors de llengua, com dur a terme la investigació lingüística i d'usar materials de referència existents.
El consell d'administració de la NLA inclou la lingüista navajo Ellavina Perkins.
La NLA manté una àmplia bibliografia sobre lingüística navajo, disponibles a la seva web, i té l'arxiu del material navajo del lingüista Ken Hale.